# Eupithecia acragas
Eupithecia acragas là một loài bướm đêm trong họ Geometridae.